# Оксфордски английски речник
Оксфордският английски речник (на английски: Oxford English Dictionary), е най-известният академичен речник на английския език. Издател е Oxford University Press. Изданието от 2005 г. съдържа 301 100 статии (около 350 млн. печатни символа).
Речникът е известен неофициално като Речникът на Мъри (Murry's), по фамилията на главния му редактор Джеймс Мъри.
Речникът е замислен като издание в Лондонското филологическо общество през 1857 г. През 1859 г. е публикуван проектът и за редактор на изпълнението му е назначен Джеймс Мъри. Над речника са работили, също така, известните филолози Хенри Брадли и Уилям Креги.
На 1 февруари 1884 г. излиза първото издание, наречено Нов английски речник, основан на историческите принципи (на английски: „New English Dictionary on Historical Principles“. След 1895 г. на кориците се появява паралелното название Оксфордски английски речник (на английски: „Oxford English Dictionary“). Първото издание съдържа 10 тома, последният от които излиза през 1928 г. През 1919 г. към редакторския екип се присъединява Джон Толкин.
Поради изключителния интерес, през 1933 г. речникът е преиздаден в 12 тома под сегашното си наименование - Оксфордски английски речник. Между 1972 и 1986 г. са добавени още 4 тома.
През 1989 г. излиза следващото издание на речника. На микрофилм са издадени и 2 тома под заглавието Compact edition of the Oxford English dictionary.
Системно се издават и съкратени варианти на речника: Shorter Oxford English dictionary и Concise Oxford dictionary of current English.
Планирано е напълно преработено пълно издание на речника да бъде издадено през 2037 г.